# Ушвиця
Ушвиця (пол. Uszwica) — гірська річка в Польщі, у Бохенському повіті Малопольського воєводства. Права притока Вісли, (басейн Балтійського моря).

## Опис
Довжина річки  61,2 км, найкоротша відстань між витоком і гирлом — 45,51  км, коефіцієнт звивистості річки — 1,35 ; площа басейну водозбору 323  км². Формується притоками та багатьма безіменними струмками.

## Розташування
Бере початок на північно-західних схилах гори Кобила (605 м) у селі Райброт (гміна Ліпниця-Мурована). Спочатку тече переважно на північний захід, потім на північний схід через Ліпницю-Муровану, місто Бжесько і у селі Воля-Пшемиковська впадає у річку Віслу.
Населені пункти вздовж берегової смуги: Ліпниця-Дольна, Госпшидова, Завада-Ушевська, Ушев, Окоцим, Боженцин, Квікув, Ксенже-Копаче, Копаче-Великі.

## Притоки
- Ксєнжи Потік, Потік Гужанський, Лександрувка, Ковалювка, Подшумин, Ульга Ушицька (ліві); Потік Пекарський Завадка, Загроди, Гродна, Яствянка, Недзьведзь, Врублювка, Борова Струга (праві).

## Цікавий факт
- Річку перетинають автошляхи  75,  94,  А4